# Siam Park City
Koordinaten: 13° 48′ 20″ N, 100° 41′ 35″ O
Siam Amazing Park (thailändisch สยามอะเมซึ่งพาร์ค, RTGS Siam Park City Suan Siam (สวนสยาม)) ist ein Freizeit- und Themenpark im Khan Na Yao Bezirk von Bangkok, Thailand. Er wurde im November 1980 eröffnet.

## Geschichte
Siam Park City ist ein Vergnügungs- und Wasserpark, gelegen an der Suan Siam Road, die nach Norden von der größeren Seri Thai Road im Khan Na Yao Bezirk abzweigt. Er wurde 1980 eröffnet. Der Park hat das größte künstliche Wellenbad der Welt und in diesem Teil des Parks daneben zahlreiche Schwimmbäder, Wasser-Rutschbahnen und einen künstlichen Fluss durch das Gelände. Dieser Teil wird auch „Sea of Bangkok“ genannt und führt das Motto „Siam Park – World of happiness enjoy unforgettable“.
Siam Park City wurde vor 38 Jahren im November 1975 von Chaiwat Luangamornlert gegründet. Der Park hat heute 2 Millionen Besucher im Jahr aus allen Ländern der Erde und besitzt einige der größten Fahrgeschäfte in der Region. Der Park begann mit einer Ausdehnung von 49 Hektar und ist inzwischen auf einer Fläche von 121 Hektar der größte Themen- und Wasserpark in Südostasien. Das Wellenbad ist nun das größte in der Welt – zertifiziert von den Guinness World Records – und dehnt sich auf 13.600 m² aus. Der Themenpark startete mit nur wenigen Fahrgeschäften, im Laufe der Jahre wurden bis heute über 30 Attraktionen in Betrieb genommen.
Siam Park City ist in drei Bereiche aufgeteilt: Den Wasserpark, den Vergnügungspark und den Themenpark (Siam Genius). Der Vergnügungspark wiederum teilt sich in 4 Bereiche auf : Fantasy World, X-zone, Family world und Small World. Die Absicht dabei ist, für jede Altersgruppe etwas anzubieten. Außerdem gibt es ein Pfadfinderlager, ein Amphitheater mit Aufführungen aus Amerika, Russland, England und China sowie eine große Halle im Park.
Siam Park City ist nicht der erste Park dieser Art in Bangkok, aber der am längsten in Betrieb stehende im Lande und feierte im Jahre 2010 sein 30-jähriges Jubiläum.

## Themen Park Attraktionen (Auswahl)
Nach etwa 25 Jahren Betriebsjahren wurde der Park vollständig renoviert und seit dem Jahre 2007 sind zahlreiche weitere eindrucksvolle Attraktionen hinzugekommen. Darunter sind zahlreiche Achterbahnen wie der Vortex – eine der zwei weltweit größten looping Achterbahnen der Firma Vekoma und die erste der Art in Südostasien. Sie ist 787 Meter lang und enthält 5 Loopings. Ebenfalls von der Firma Vekoma und im Jahre 2007 in Betrieb genommen ist der Boomerang mit 3 Loopings. Giant Drop ist ein freier Fall aus 75 Meter. Siam Park Tower ist ein 100 Meter hoher Aussichtsplattform mit einer vollständigen Rundumsicht auf Bangkok. Balloon Race ist ein schnelles Karussell und wurde 2009 eröffnet. Astro-Liner ist ein Flugsimulator im Weltall.
Zu den frühen Fahrgeräten gehört das zweistöckige Karussell Double-Deck Merry-Go-Round in der Nähe des Eingangsbereiches. Mega Dance, Take off, Condor und Ranger sind Fahrgeräte der deutschen Firma Huss Park Attractions aus Bremen.
Zu den jüngsten Installationen gehören die Wasserrutschbahn Log Flume und Africa Adventure, eine Anlage, die mit Boot oder Parkeisenbahn umrundet werden kann. Hier werden Animatronics von Tigern, Elefanten und King Kong geboten. Im Jahre 2011 wurde der Grand Canyon Express, eine angetriebene Achterbahn (Powered Coaster) in Betrieb genommen.
Angesiedelt im Nordostteil des Parks sind ein großes Dinosaurier-Museum Dinotopia und ein Rundkurs mit Jeep durch Jurassic Adventure.

### Achterbahnen
| Name                 | Typ              | Hersteller | Eröffnungsjahr |
| -------------------- | ---------------- | ---------- | -------------- |
| Boomerang            | Shuttle Coaster  | Vekoma     | 2007           |
| Grand Canyon Express | Powered Coaster  | Zamperla   | 2011           |
| Vortex               | Inverted Coaster | Vekoma     | 2007           |

## Ehemalige Attraktionen
Den zahlreichen Erweiterungen des Parks fiel die wie eine Feldbahn fest installierte Parkeisenbahn Siam Park City auf 610 mm Spurweite zum Opfer, die große Bereiche des Geländes umrundete und dieses auf ihrem Rundkurs sogar verließ. Ein kleiner Teil der Trasse liegt auch Ende 2016 noch an der Grenze des Parks. Die Wasserbahn Indiana Log wurde 2007 nach einem Unfall aufgrund eines technischen Defekts infolge eines Stromausfalls stillgelegt und entfernt.

### Achterbahnen
| Name          | Typ             | Hersteller                | Eröffnung         | Schließung |
| ------------- | --------------- | ------------------------- | ----------------- | ---------- |
| Loop the Loop | Shuttle Coaster | Meisho Amusement Machines | 1981 (vermutlich) | 2003       |

## Anfahrt
Neben Taxi passieren die Buslinien 60 und 71 in Nord-Süd-Richtung den Park. Die Linie 519 hält ebenfalls am Park und fährt entlang der Ramkhamhaeng Road weiter in Richtung des Stadt-Zentrum.

## Auszeichnungen und Promimentenbesuche
Im Jahre 1993 machte Michael Jackson auf seiner Dangerous World Tour in Asien einen Besuch der Siam Park City.
Am 30. April 2009 wurde das 13.600 m² große Wellenbad im Siam Park City Vergnügungspark in Bangkok, Thailand offiziell als weltweit größtes Wellenbad von Guinness World Records anerkannt. Im Rahmen einer Feier mit Vertretern von der Guinness World Records und Tourism Authority of Thailand erhielt der Eigentümer des Parks das offizielle Guinness World Records Zertifikat.
Am 27. September 2010 erhält Siam Park City eine Auszeichnung für einen besonderen Beitrag zum Unterhaltungsgeschäft durch die Tourism Authority of Thailand.

## Galerie

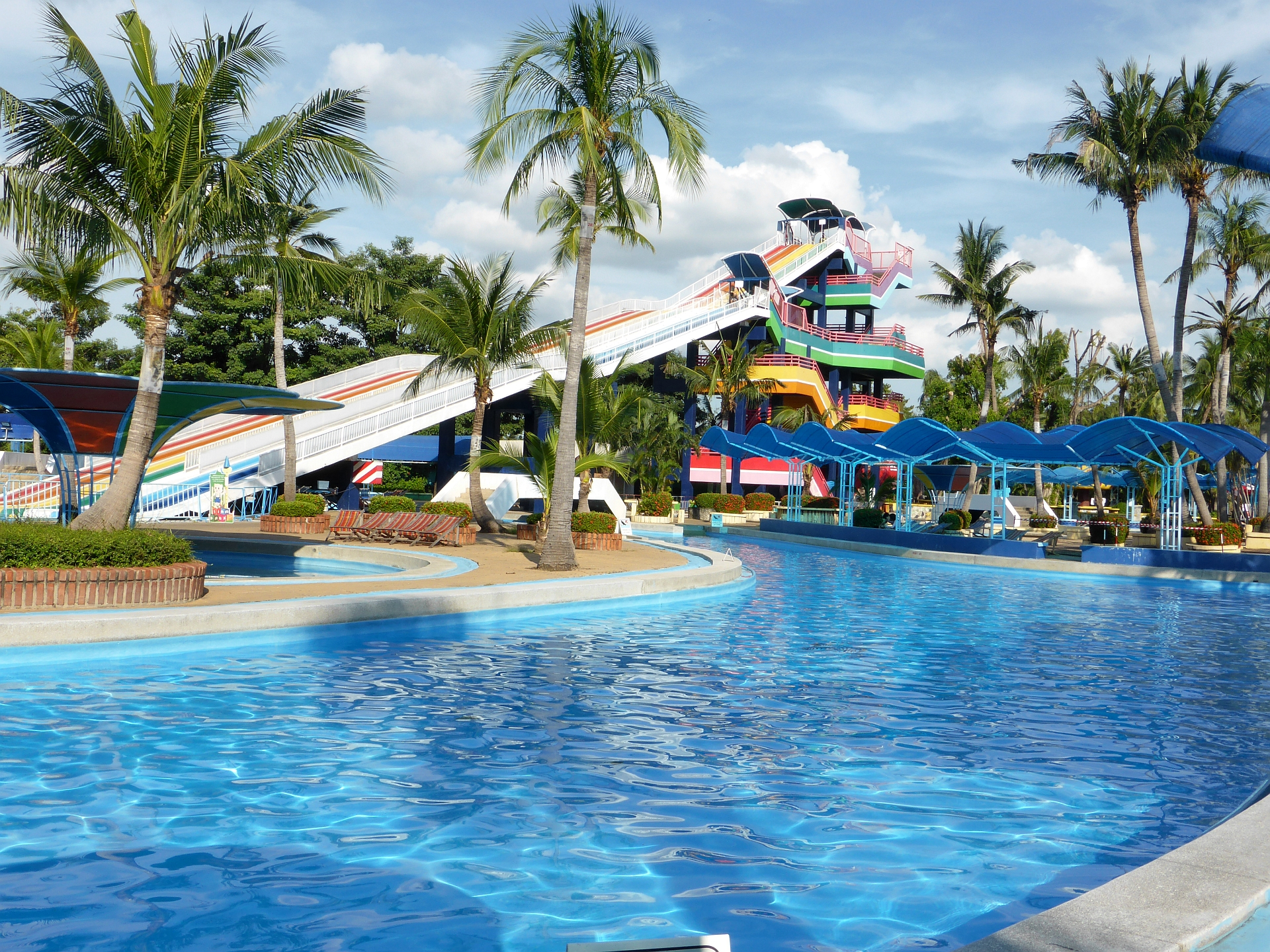
Rutschbahn
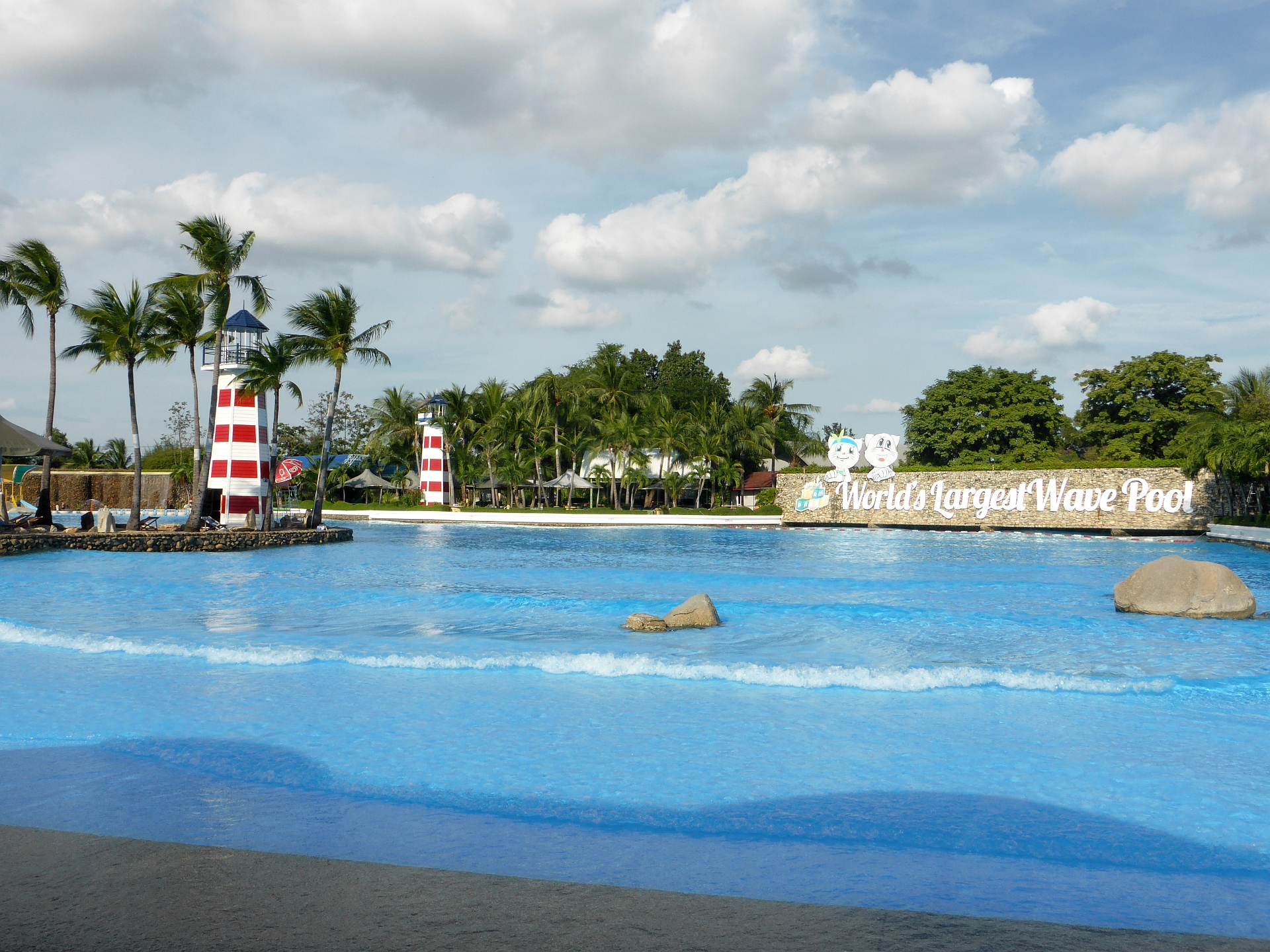
Wellenbad
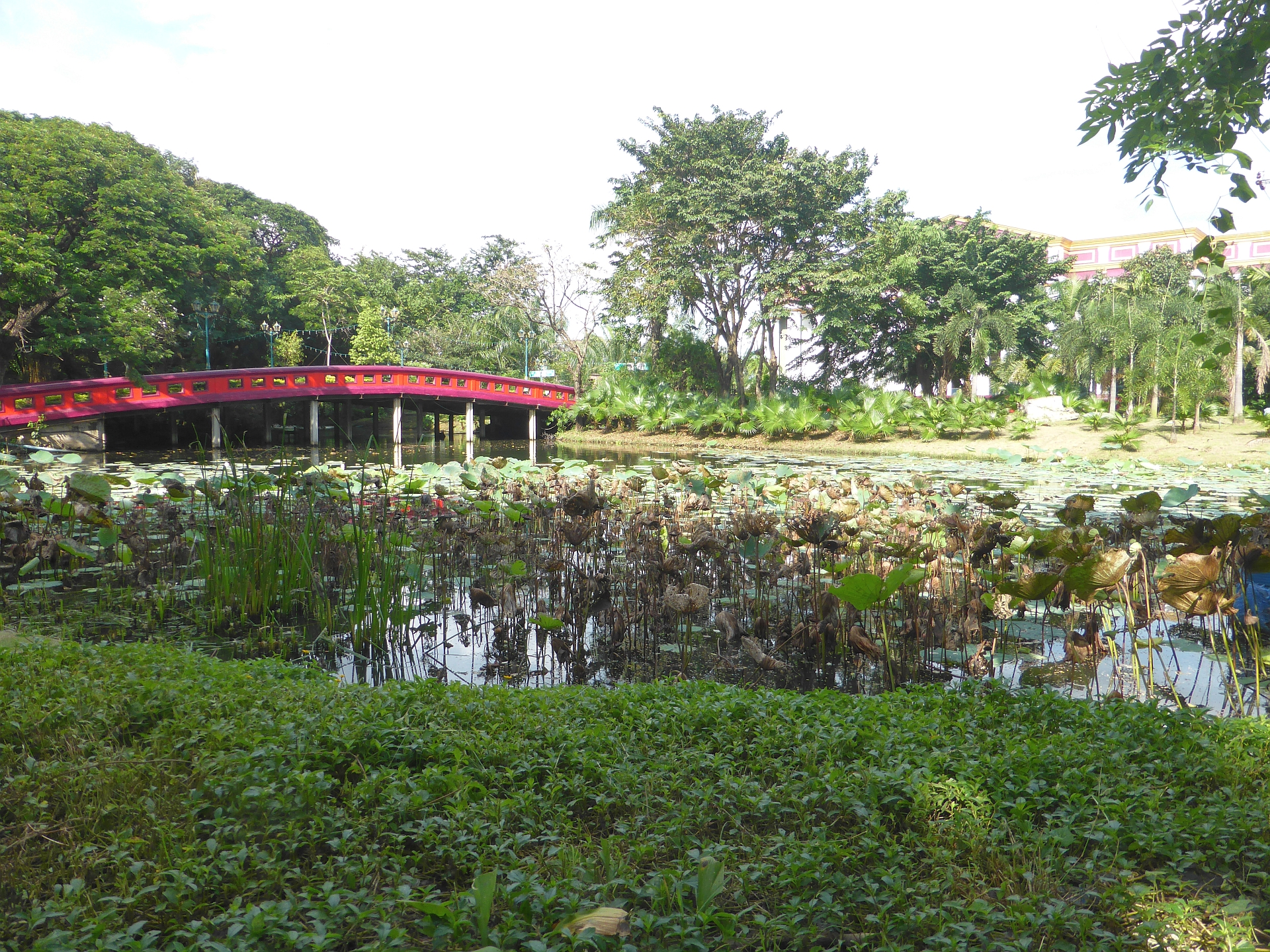
Weg zum Dinotopia
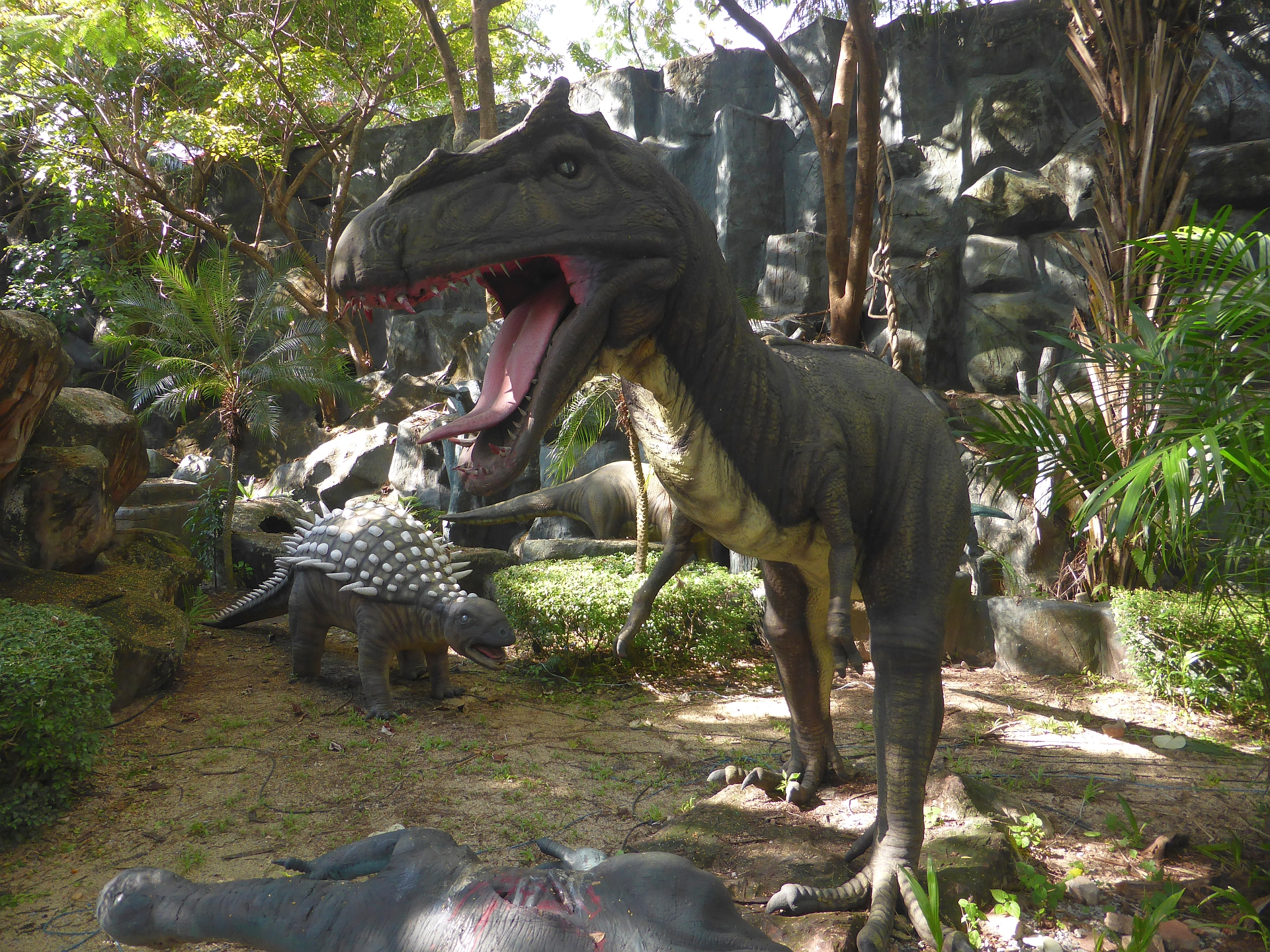
Jurassic Adventure
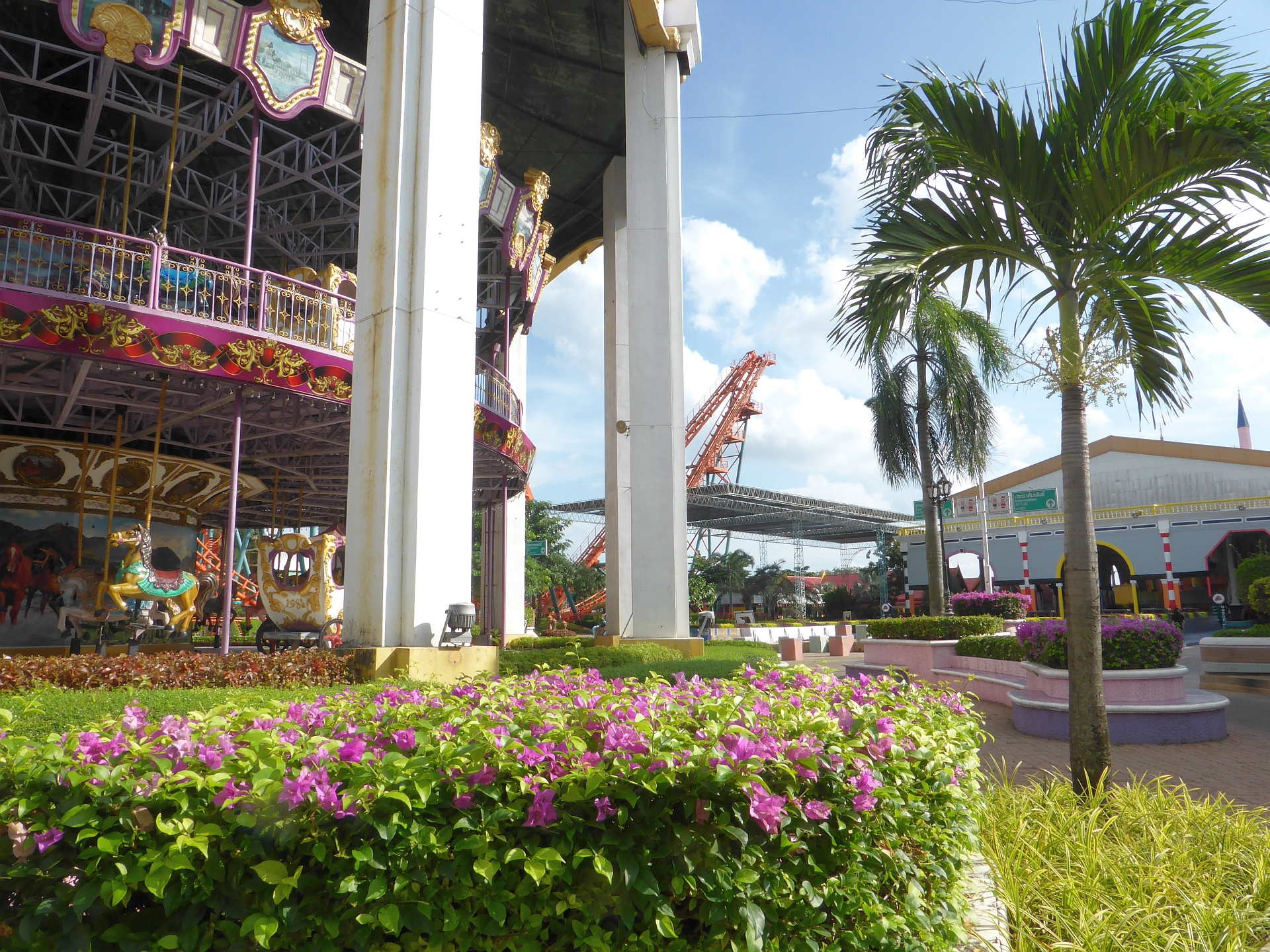
Doppelstöckiges Karussell und Eingangsbereich im Hintergrund
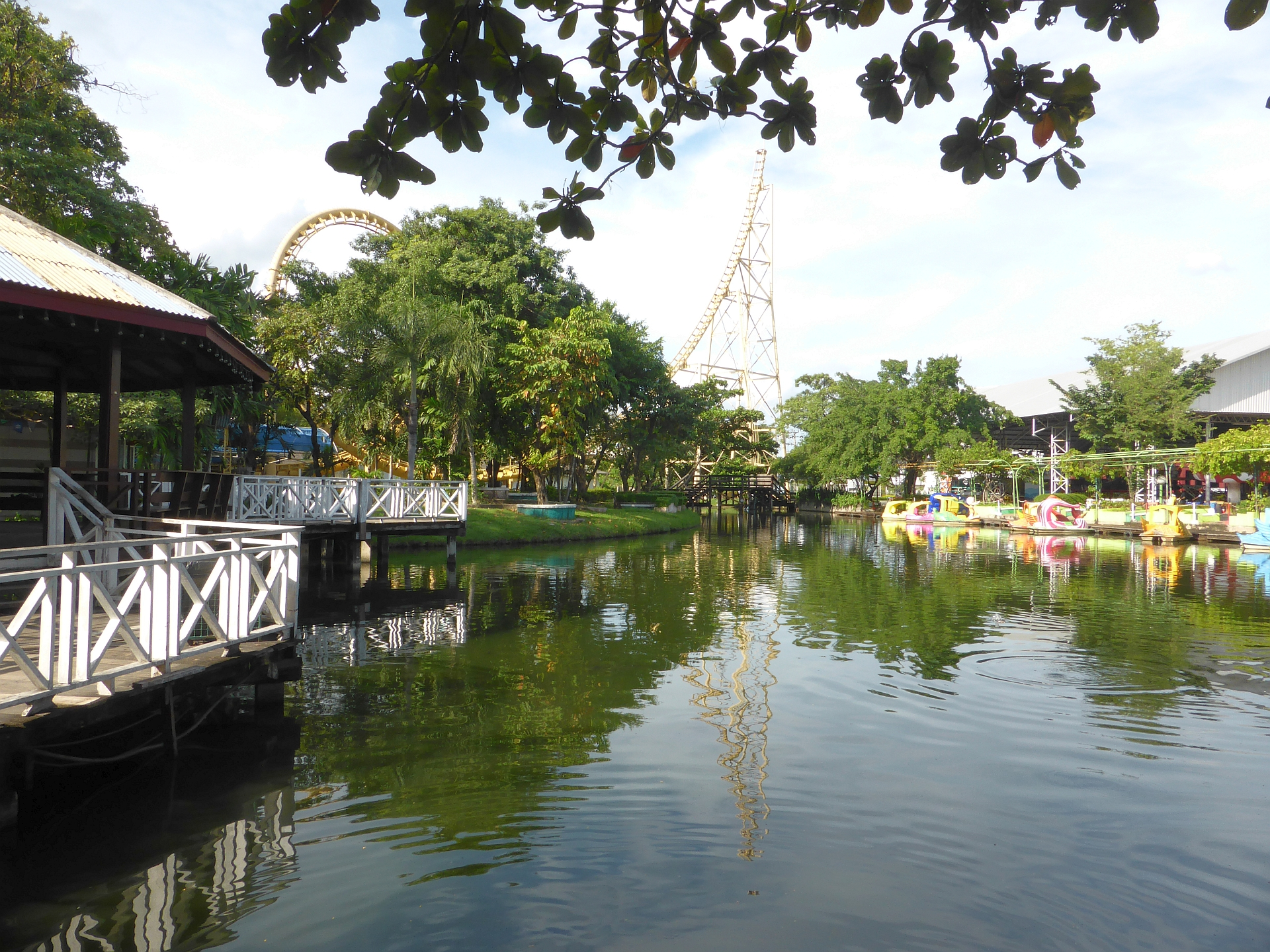
Picknick Boot
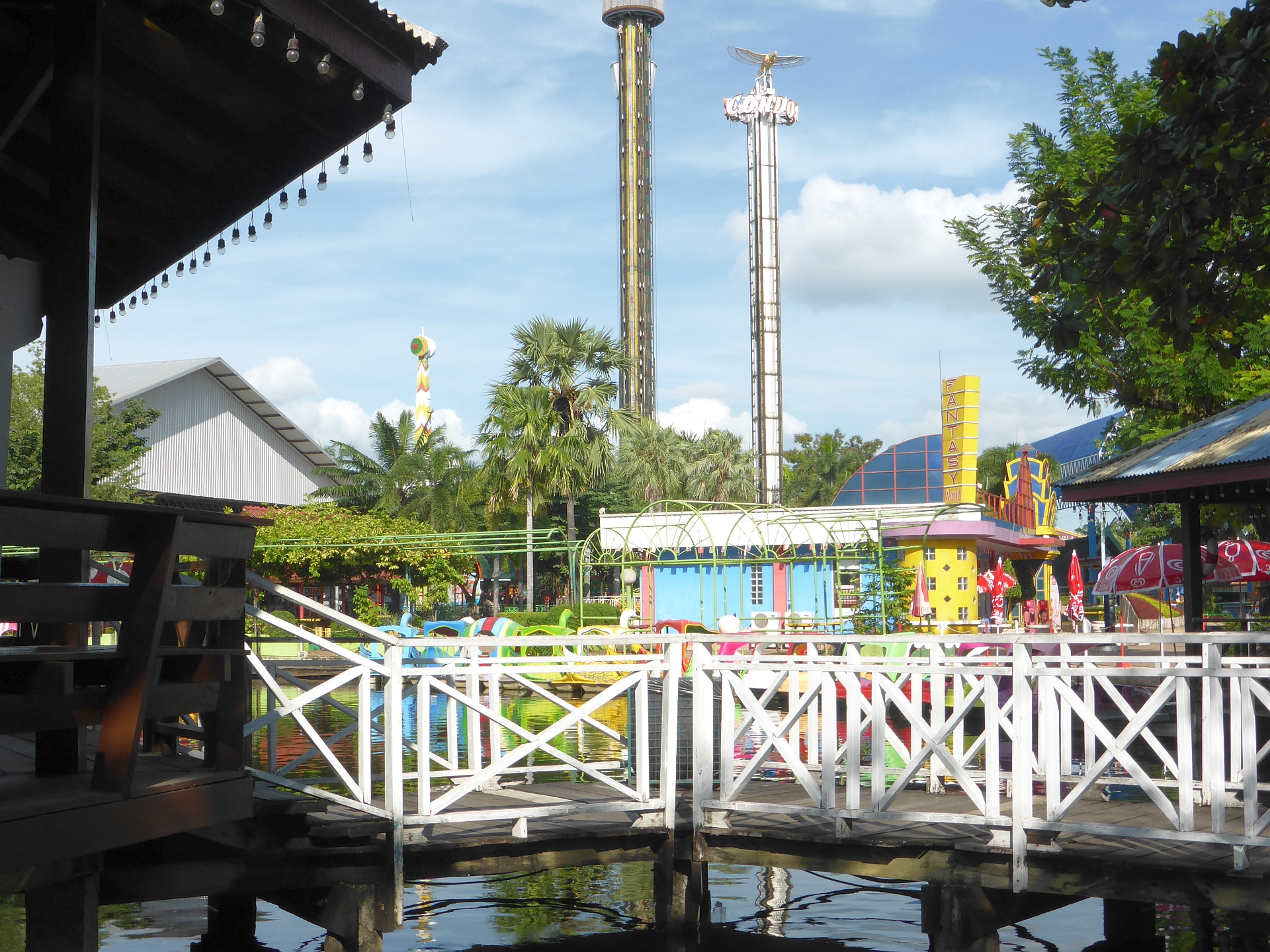
Giant Drop und Siam-Tower
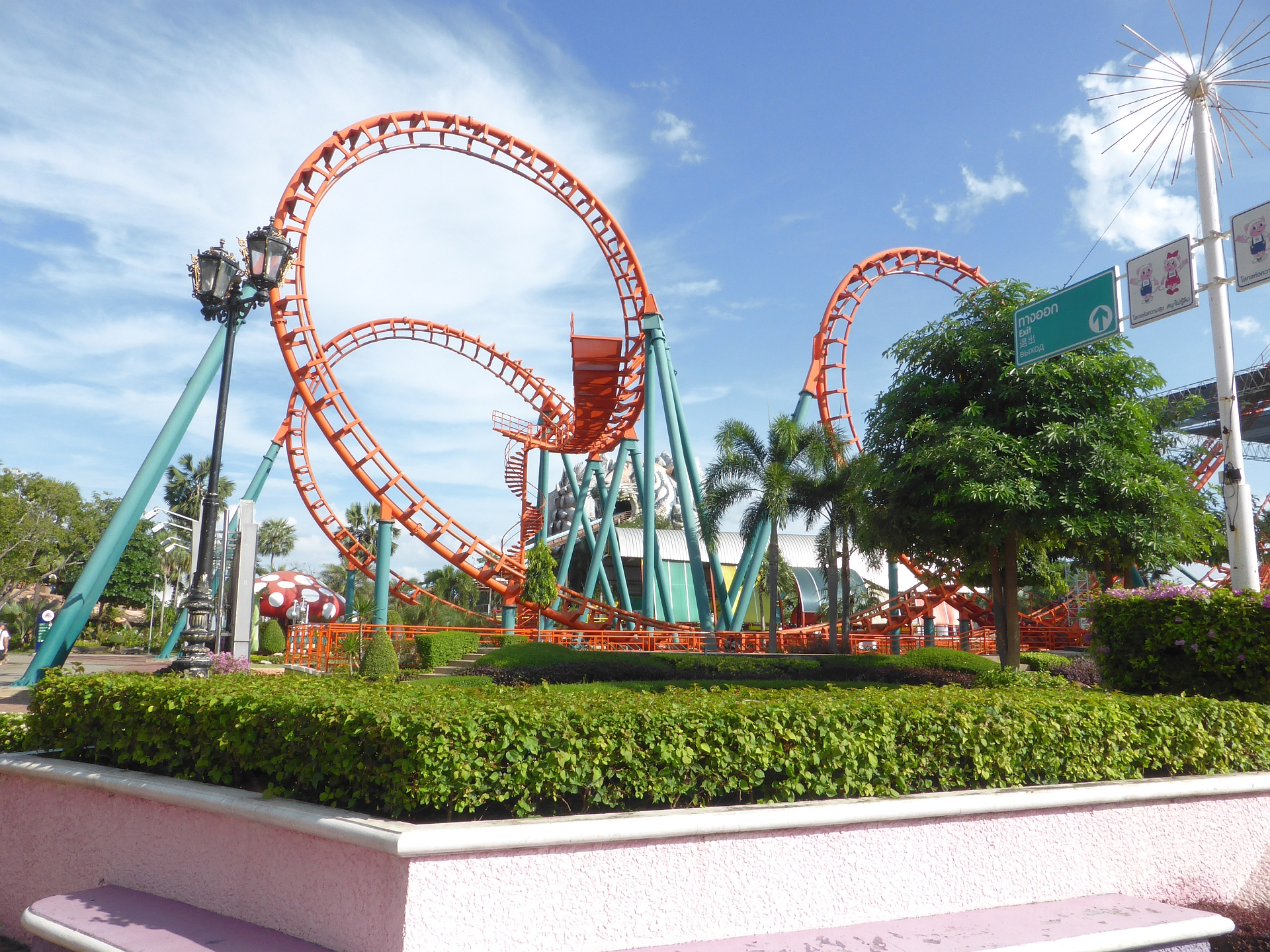
Boomerang